# Engenthal (Hartenstein)
Engenthal ist ein Gemeindeteil der Gemeinde Hartenstein im Landkreis Nürnberger Land (Mittelfranken, Bayern). Engenthal liegt in der Gemarkung Hartenstein.

## Lage
Das Dorf Engenthal liegt etwa 2,5 Kilometer nordöstlich von Hartenstein an der Staatsstraße 2162 nach Neuhaus an der Pegnitz. Von dieser Straße führt eine weitere Straße in den Ortskern. Der Ort liegt direkt am Fluss Pegnitz.